# Ayuwang-Pagode

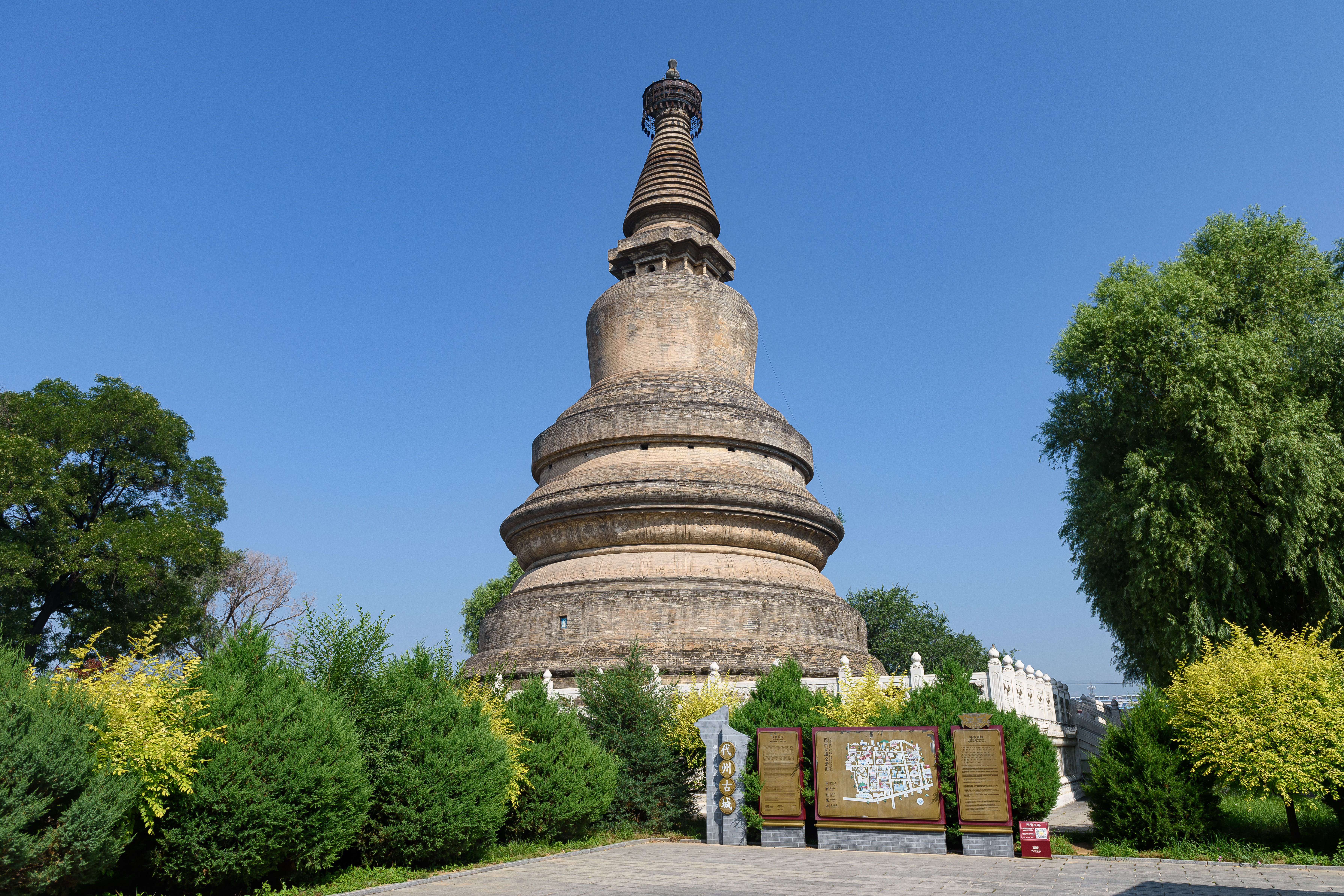
Die Ayuwang-Pagode

Die Ayuwang-Pagode bzw. König-Ashoka-Pagode (chinesisch 阿育王塔, Pinyin Āyùwáng tǎ) ist eine Pagode im Kreis Dai der chinesischen Provinz Shanxi. Sie ist nach König Ashoka, dem dritten Herrscher der indischen Maurya-Dynastie, benannt, der auf Chinesisch „Ayuwang“ heißt. Sie befindet sich auf dem Gelände des heute nicht mehr erhaltenen Yuanguo-Tempels (Yuanguo Si 圆果寺), weshalb sie auch Pagode des Yuanguo-Tempels (圆果寺塔) genannt wird. Sie wurde zuerst 601 in der Zeit der Sui-Dynastie errichtet. In ihrer jetzigen Form stammt sie aus dem Jahr 1275 der Mongolen-Dynastie. Im Jahr 1681 in der Zeit der Qing-Dynastie wurde sie durch ein Erdbeben schwer beschädigt, 1694 restauriert.
Die Ayuwang-Pagode (Ayuwang ta) steht seit 2001 auf der Liste der Denkmäler der Volksrepublik China (5-234).